# Yolanda Elizondo Maltos
Yolanda Elizondo Maltos (Ciudad Melchor Múzquiz, Coahuila, 14 de julio de 1953) referida en ocasiones como Yolanda Elizondo de Chacourt, es una política mexicana, actualtemente miembro del partido Unidad Democrática de Coahuila (UDC) y con anterioridad del Partido Auténtico de la Revolución Mexicana (PARM). Fue diputada federal de 1991 a 1994.

## Biografía
Es profesora egresada de la Benemérita Escuela Normal de Coahuila. Ingresó al PARM en 1973 y fue la primera mujer secretaria estatal de dicho partido. En 1979 fue elegida diputada federal suplente, siendo titular Rafael Carranza Hernández, a la LI Legislatura de dicho año a 1982, no fue llamada a ejercer el cargo; y en 1982 fue candidata del PARM a diputada federal por el Distrito 7 de Coahuila, recibiendo únicamente 59 votos, frente a los 29 037 del ganador Juan Antonio García Guerrero del PRI.
En las elecciones estatales de 1987 fue candidata del PARM a presidenta municipal de Múzquiz, no logró el triunfo que correspondió al candidato del PRI Jesús Ibarra Valdéz. En 1988 fue elegida diputada a la LI Legislatura del Congreso del Estado de Coahuila y al concluir dicho cargo en 1991, diputada federal por la vía de la representación proporcional a la LV Legislatura federal de dicho año al de 1994. En esta legislatura fue integrante de las comisiones de Educación; de Cultura; del consejo Editorial; y, del de Administración Interior de la Cámara de Diputados.
En 1994 renunció al PARM y aceptó la postulación como candidata a senadora por el Partido de la Revolución Democrática (PRD), recibiendo el 11.20% de los votos y en los que logró el triunfo los candidatos del PRI y la primera minoría fue para el PAN. En 1999 se integró al partido Unidad Democrática de Coahuila (UDC) y en las elecciones estatales de 2020 resultó elegida diputada por el principio de representación proporcional a la LXII Legislatura de Coahuila que concluirá en 2023. En ella fue coordinadora de la comisión de Energía, Minería e Hidrocarburos; secretaria de la de Ciencia y Tecnología; e integrante de las de Reglamento y Prácticas Parlamentarias; de Gobernación; de Puntos Constitucionales y Justicia; de Finanzas; y, de Asuntos Municipales y Zonas Metropolitanas.